# NGC 2211
NGC 2211 este o galaxie lenticulară situată în constelația Câinele Mare. A fost descoperită în 11 decembrie 1885 de către Francis Leavenworth. Se află la o distanță de 27,71 de megaparseci de Pământ.